# Mediacentrum
Het Mediacentrum (vroeger bekend als NOS-hoofdgebouw, het Hoofdgebouw en Gebouw 3)  is een bedrĳvenpand op het Media Park in de Nederlandse plaats Hilversum. Samen met de ondergrondse parkeergarage en daktuin is het gebouwd tussen 1975 en 1977 en diende oorspronkelĳk als het hoofdgebouw van de NOS en later het Nederlands Omroepproduktie Bedrĳf (NOB). Van de daktuin is nog een klein vlak overgebleven dat tegen het gebouw ligt. Eind 20e eeuw heeft het plaats gemaakt voor een bovengrondse parkeerdek. Het gebouw is ontworpen door architect Jan H. van der Zee en heeft vier ingangen.

## Geschiedenis

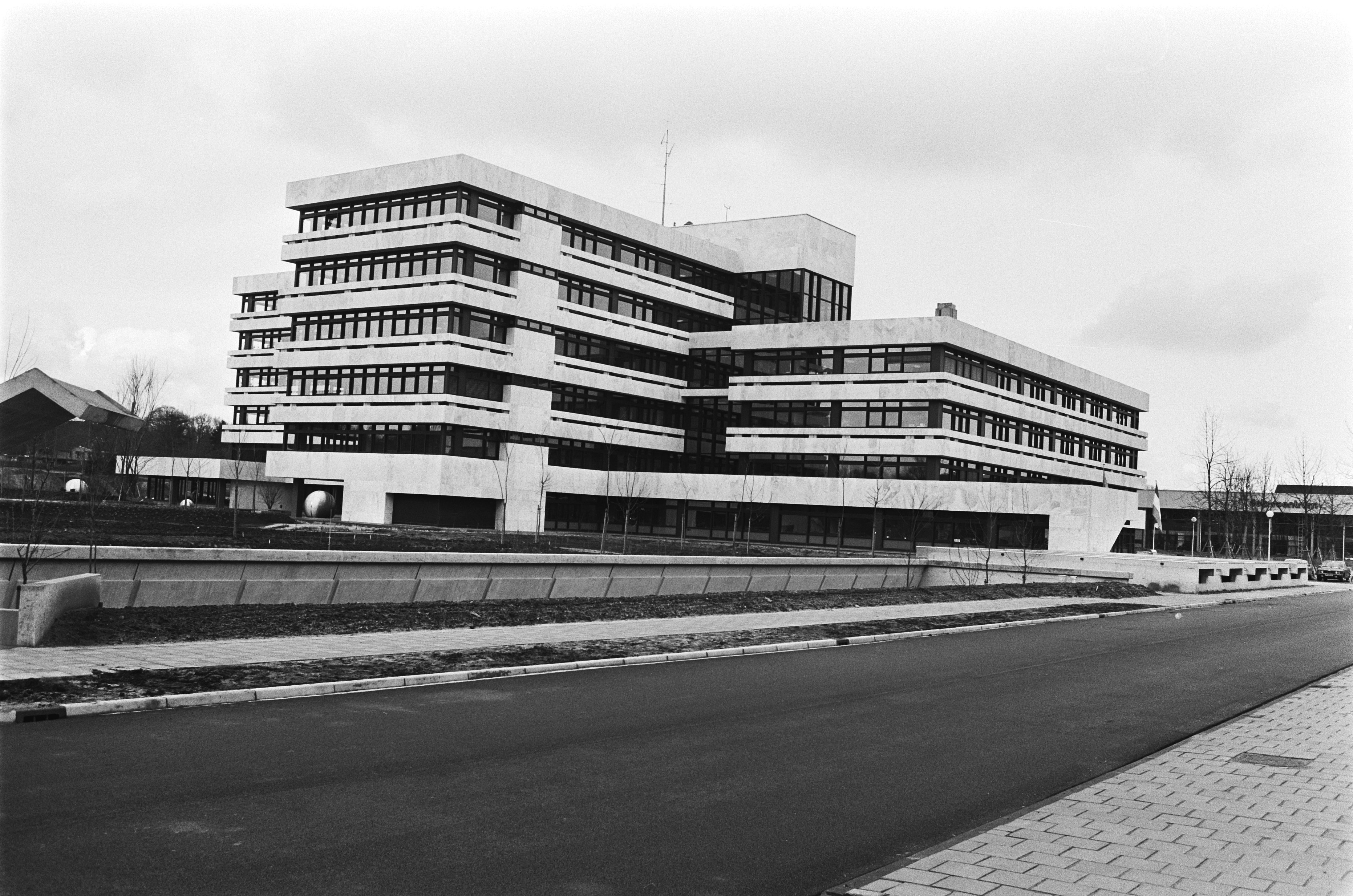
Het NOS-Hoofdgebouw in 1978

In de jaren zeventig liet de NOS het Hoofdgebouw bouwen om meerdere afdelingen van de omroep zoals hun nieuwsredacties en Decorontwerp in te laten trekken.
Bĳ de inwerkingtreding van de mediawet van 1988 werd dit gebouw met vele andere gebouwen op het Media Park overgedragen van de NOS aan het NOB. Onder het NOB werden deze gebouwen genummerd. Zo werd de Muziekpaviljoen het eerste gebouw, het Studiocentrum werd Gebouw 2 en het Hoofdgebouw kreeg nummer 3. 
In 2003 heeft het NOB het beheer van haar panden overgedragen aan TCN Property Projects (TCN PP), en sindsdien worden de kantoorruimtes ook verhuurd aan derden. De redacties van de NOS zĳn tussen 2005 en 2006 verhuisd naar het Videocentrum.
Op de gevel van de hoofdingang heeft belettering gestaan. In het voorjaar van 2022 is de hoofdingang verbouwd en is deze belettering verwijderd.

## Verhuur
Kantoorruimte wordt verhuurd aan onder andere:
- CANAL+[5]
- Creative Animal
- Faber Audiovisuals
- Hogeschool van Amsterdam
- inVision Ondertiteling
- Kinderdagverblĳf
- Media Campus NL (Media Perspectives)
- Media Monks
- NEP The Netherlands[6][7]
- Ngage Media
- NICAM
- Regionale Publieke Omroep
- ROC van Amsterdam
- Production People
- PV Pictures
- STER[8][9]
- Studio Stroop
- Unbranded
- WNL[10]
- Write to Left Media